# EF-118
A Ferrovia Vitória-Rio (EF-118) é o projeto de uma ferrovia longitudinal brasileira que ligará o município de Nova Iguaçu, na Região metropolitana do Rio de Janeiro, a Cariacica, na Região Metropolitana da Grande Vitória no Espírito Santo .

## Características
A ferrovia se conectará com a malha concedida à MRS Logística, no município de Nova Iguaçu (RJ) e à Estrada de Ferro Vitória-Minas, concedida à Vale, no município de Cariacica (ES). Interligará ainda os terminais portuários do Porto de Ubu em Anchieta (Espírito Santo), do Porto Central em Presidente Kennedy (Espírito Santo), o Porto do Açu e o Distrito Industrial de São João da Barra (situados no norte do estado do Rio de Janeiro), além do Complexo Petroquímico do Estado do Rio de Janeiro (COMPERJ), em Itaboraí.
O projeto prevê um traçado de 577,8 km cortando 25 municípios, sendo 170 km no Espírito Santo e 407 km no RJ. O traçado contará com bitola mista (1,00 m e 1,60 m) em um trecho e bitola larga (1,60 m) na maior parte restante. A ferrovia terá rampa máxima de 1% em ambos os sentidos e um total de 6 túneis, 43 viadutos ferroviários, 130 pontes, 128 viadutos rodoviários, 117 passagens inferiores e 60 passarelas. Teve como diretriz evitar conflitos ambientais com as Unidades de Conservação Rebio União e Poço das Antas e minimizar conflitos socioeconômicos.
Parte da EF-118 será construída sobre o leito ferroviário da Linha do Litoral da antiga Estrada de Ferro Leopoldina, que no passado conectou Vitória e Rio de Janeiro, passando por Campos dos Goytacazes. O trecho aproveitado que liga a Região Metropolitana do Rio à cidade de Campos e está desativado desde 2007, embora seja concedido à Ferrovia Centro-Atlântica desde 1996. Com isso, espera-se diminuição nos custos com desapropriações. O projeto engloba a ferrovia conhecida anteriormente como Litorânea Sul, que conectaria Vila Velha a Cachoeiro do Itapemirim. A EF-118 margeará a BR-101 em grande parte do traçado, além de uma conexão com o Arco Metropolitano (BR-493) no Rio de Janeiro.

## Construção
O primeiro trecho da ferrovia com 72 km de extensão, entre Cariacica e o Porto de Ubu em Anchieta, deve ser construído pela Vale S.A., como contrapartida pela prorrogação antecipada da concessão da Estada de Ferro Vitória-Minas, por mais 30 anos. A obra terá investimento de cerca de R$ 2,5 bilhões e deve iniciar em 2022. O Porto de Ubu é administrado pela empresa Samarco Mineração, sendo especializado no embarque de minério de ferro e pellets.
Em dezembro de 2024, o Ministério dos Transportes, em parceria com a Vale, anunciaram um acréscimo de R$ 6 bilhões ao, então chamado de "anel ferroviário do Sudeste". O trecho inicial a ser construído será entre os municípios capixabas de Anchieta e Cariacica e foi uma contrapartida que o Governo Federal brasileiro encontrou para a prorrogação da concessão da Ferrovia Vitória-Minas até 2057.